# Poison (groupe)
Poison est un groupe de glam metal américain, originaire de Pennsylvanie. Il est l'un des plus populaires dans son pays durant les années 1980. Musicalement et visuellement, Poison se situe entre Mötley Crüe et Bon Jovi, soit un hard rock assez inoffensif[non neutre] et plutôt coloré, symptomatique du son californien des années 1980. En 2014, Poison recense plus de 45 millions d'albums vendus à travers le monde, et 15 millions rien qu'aux États-Unis.
Le premier album du groupe, certifié plusieurs fois disque de platine, Look What the Cat Dragged In, est commercialisé en 1986. Le groupe atteint son pic de popularité avec la parution de son second album Open Up and Say... Ahh!, certifié cinq fois disque de platine. La popularité du groupe s'accroit pendant la décennie suivante, avec leur troisième album consécutivement certifié disque de platine Flesh and Blood.

## Biographie

### Débuts (1983–1985)
Bret Michaels et Rikki Rockett forment un premier groupe du nom de Paris en 1983, dans leur ville de Harrisburg, au centre de la Pennsylvanie, vite complété par Bobby Dall et le guitariste Matt Smith. Ils décident de partir s'installer à Hollywood l'année suivante. Le guitariste C. C. DeVille, qui a joué dans divers groupes de hard rock entre New York et Los Angeles, prend vite la place de Matt Smith, et le quatuor devient Poison.  La petite histoire veut que C.C. DeVille ait impressionné Rikki Rockett et Bobby Dall pendant une audition organisée par le groupe, à la recherche d'un guitariste à la suite du départ de Matt Smith. En finale, il est opposé à Slash, qui deviendra plus tard célèbre en tant que guitariste de Guns N' Roses. Aux yeux des membres du groupe, DeVille et Slash se valent, mais la réticence de ce dernier à adopter un look plus « glam » fera pencher la balance en faveur de son concurrent.
S'il a les faveurs de Rockett et Dall, C.C. DeVille agace déjà le chanteur, Bret Michaels. Au cours de l'audition, il refuse d'interpréter les morceaux qui lui sont présentés, et préfère composer son propre riff. Ce sera ce même riff qui lancera la carrière du groupe quand il sera incorporé au morceau Talk Dirty to Me. La formation adopte des tenues efféminées (foulards, maquillage, coiffure permanentées), ce qui donne une sorte de version hollywoodienne des New York Dolls. Après une association de courte durée avec l'entrepreneur légendaire Kim Fowley, le groupe signe un contrat avec Enigma Records, un label de Capitol, en 1985. Enregistré en douze jours, lancé par le clip de Talk Dirty To Me sur MTV et une tournée avec Ratt, l'album Look What the Cat Dragged In (1986) rencontre un succès foudroyant : il reçoit un disque de triple platine (trois millions d'exemplaires vendus aux États-Unis). Hormis Talk Dirty to Me, le titre-phare de l'album est le nostalgique I Won't Forget You, qui donne l'occasion à C.C. DeVille de se mettre en évidence avec un solo de guitare plein de mélancolie.

### Popularisation (1986–1992)
Open Up And Say... Ahh ! (1988) fait encore mieux, et est certifié quintuple disque de platine, avec un numéro un à la clé, la ballade rythmée Every Rose Has Its Thorn. Dans cet album de la consécration, on trouve aussi Fallen Angel, qui décrit l'histoire d'une jeune fille qui décide d'abandonner sa ville de province pour rechercher la célébrité dans une grande ville. Ce morceau est un clin d'œil au passé du groupe, qui délaisse sa Pennsylvanie natale pour chercher la gloire à Los Angeles. En deux albums, Poison est devenu le cinquième groupe de rock en termes d'albums vendus dans les années 1980, devancé uniquement par les géants Mötley Crüe, Def Leppard, Bon Jovi et Guns N' Roses. Flesh and Blood (1990) atteint le même résultat que Open Up And Say... Ahh !, propulsé par le bondissant Unskinny Bop (n°3). Après Swallow this Live (1991), le déclin est rapide. Michaels renvoie C. C. DeVille, dont les habitudes de drogué ont émoussé sa patience.
En outre, le contentieux entre les deux hommes remonte à plusieurs années. En effet, durant l'enregistrement du titre Every Rose Has Its Thorn, DeVille avait fait part de son mécontentement devant la décision du groupe d'interpréter une ballade rythmée influencée par la musique country, geste qu'il considère comme une trahison à l'encontre du rock. La liaison charnelle qu'entretient pendant quelque temps Bret Michaels avec la petite amie de C.C. DeVille ne fait qu'envenimer les relations entre les deux hommes, comme l'admettra plus tard le chanteur.

### Temps du changement (1993–1998)
Une nouvelle crédibilité musicale est conférée à Poison par les critiques lorsque DeVille est remplacé par le jeune guitariste Richie Kotzen. Bret Michaels décrit le nouveau guitariste de Poison comme « quelqu’un capable d’aller dans de nouvelles directions musicales  et surtout de nous aider à aller dans ces nouvelles directions. Je voulais aussi un guitariste-compositeur assez orienté blues dans son approche[réf. nécessaire]. »  Et de fait, le nouvel album de Poison, Native Tongue, écarte le groupe du glam rock insouciant et joyeux de ses débuts. Mais cette nouvelle direction musicale, sans doute trop radicale, séduit les critiques, mais déroute les fans et l’album est un échec. Des tensions apparaissent entre Richie Kotzen et les trois autres membres du groupe : à la fin de la tournée, Kotzen, soupçonné d'avoir eu une liaison avec la femme de Rockett, est renvoyé, remplacé par Blues Saraceno. En 1994, Poison commence avec Saraceno l'enregistrement d'un nouvel album, Crack a Smile, mais Bret Michaels est victime d'un grave accident de voiture en mai 1994 et l'enregistrement est interrompu. Il ne reprend sa place dans Poison qu'en 1995.
En novembre 1996, Capitol, conscient du désintérêt du public pour le glam rock des années 1980, décide de ne pas sortir l'album Crack a Smile et opte pour un Greatest Hits, sur lequel apparaissent les quelques titres enregistrés avec Blues Saraceno à la guitare solo. Bret Michaels et son ami acteur Charlie Sheen fondent ensemble une société de production appelée Sheen Michaels Entertainment. En 1998, Michaels fait ses débuts de carrière d'acteur aux côtés de Charlie et Martin Sheen dans le film A Letter from Death Row, également écrit et réalisé par Michaels.

### Retour aux origines et nouveaux succès (1999–2009)

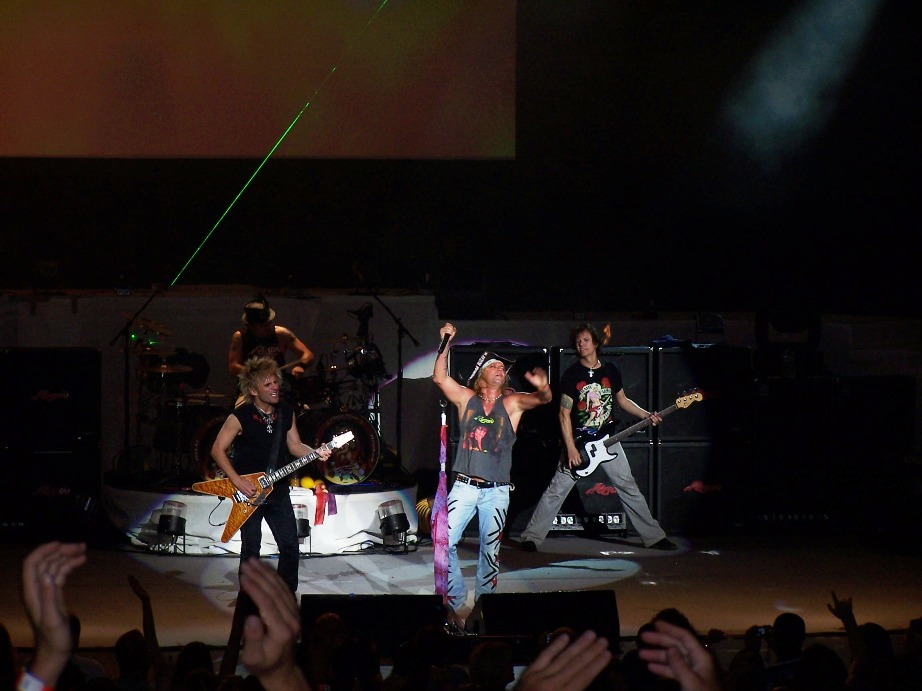
Poison, sur scène à Holmdel, New Jersey en 2006. De gauche à droite : C.C. DeVille, Rikki Rockett, Bret Michaels, et Bobby Dall.

La tournée Greatest Hits se déroule en 1999. En 2001, Poison fait paraître un single sur Internet, Rockstar annonçant ainsi leur nouvel album et une nouvelle tournée, aux côtés de Warrant au Glam Slam Metal Jam.
Le sixième album du groupe, Hollyweird, est commercialisé le 21 mai 2002. Il s'agit du premier album du groupe depuis le retour de C.C. DeVille. L'album est négativement accueilli par la presse spécialisée et les fans, citant une mauvaise qualité de production et une nouvelle sonorité non impressionnantes. D'autres critiques, tels que AllMusic, décrivent l'album comme « l'un de leurs meilleurs albums, mais pas le meilleur. » Après la tournée mondiale pour Hollyweird, Poison fait paraître sa seconde compilation Best of Ballads & Blues, en 2003. En 2006, Poison célèbre ses 20 ans en tournant à guichets fermés pratiquement partout aux États-Unis, lors de la tournée 20 Years of Rock durant laquelle ils partagèrent la tête d'affiche avec Cinderella, autre groupe glam originaire de Pennsylvanie, et Endeverafter.
Le 7 juin 2009, Poison fait une apparition à la 63e édition des Tony Awards, en jouant Nothin' But a Good Time. Bret Michaels se fracture le nez et les lèvres lors de sa sortie de scène. Le 23 juin 2009, Poison conclut leur tournée 2009 dans 42 villes à Camden, aux côtés de Def Leppard et Cheap Trick.

### 25eanniversaire(depuis 2010)
En 2010, Bret Michaels lance sa première tournée solo, Roses & Thorns, pour son autobiographie. Le 12 avril 2010, Bret Michaels est conduit à l'hôpital à la suite d'horribles douleurs abdominales, et subit une appendicectomie. Le 22 avril 2010, Michaels est de nouveau conduit à l'hôpital, cette fois pour de douloureuses céphalées. Les médecins sur place lui découvrent une hémorragie méningée. Il est sévèrement atteint,,, et bien que certains articles suggèrent la stabilisation de sa condition médicale, d'autres expliquent que Michaels est dans un état préoccupant. Lors d'une conférence le 5 mai 2010, le Dr. Joseph Zabramski annonce la sortie de Michaels de l'hôpital, expliquant qu'il est « l'un des plus chanceux dans son cas à s'en être sorti. » Depuis sa sortie de l'hôpital, Michaels explique profiter de chaque seconde aux côtés de son épouse. En mai 2010, Michaels remporte la première place de la série de téléréalité Celebrity Apprentice 3 face à Holly Robinson Peete en finale. En novembre 2010, un double-disques, Nothin' But A Good Time: The Poison Collection est commercialisé. En 2010, également, leur album ''Poison: 10 Great Songs The Millenium Collection atteint la 14e place des Top Hard Rock Albums, la 40e des Top Rock Albums, et la 145e du Billboard 200.
Le 1er mars 2011, Poison annonce une tournée avec Mötley Crüe et New York Dolls pour ses 25 ans d'existence, et les 30 ans d'existence de Mötley Crüe, nommée Glam-A-Geddon. À cette occasion, ils font paraître leurs meilleurs titres issus de leurs albums certifié multiple disque de platine, Poison - Double Dose: Ultimate Hits, le 3 mai 2011 chez Capitol/EMI. La compilation atteint la 23e aux Billboard Top Hard Rock Albums et la 17e au Canada.
En 2012, Poison et Lita Ford partent en tournée avec Def Leppard pour le Rock of Ages. Bret Michaels achève sa tournée solo Get Your Rock On. Jammin' with Friends est commercialisé le 23 juin 2013, et atteint la 13e place des Top Hard Rock Albums, la 23e des Top Independent Albums, la 29e des Top Rock Albums, et la 80e du Billboard 200.
En 2014, Rikki Rocket forme le supergroupe Devil City Angels avec le guitariste Tracii Guns (L.A. Guns), le bassiste Eric Brittingham (Cinderella) et le chanteur et guitariste Brandon Gibbs (Cheap Thrill). Le groupe publie son premier album le 11 septembre 2015.
Le 9 avril 2015, Michaels annonce son nouvel album solo, True Grit. La compilation est publiée le 5 mai 2015 et comprend le single A Beautiful Soul et un nouveau single Girls on Bars. En juin 2015 avec Michaels qui se consacre à sa carrière solo et sans grande tournée de la part de Poison, Rockett, Dall et DeVille formeront un nouveau groupe appelé The Special Guests. Depuis, le groupe est inactif.

## Membres

### Membres actuels
- Bret Michaels – chant, guitare rythmique, guitare acoustique, saxophone alto, harmonica, percussions, chœurs (depuis 1983)
- Rikki Rockett – batterie, percussions, tambourine, chant (depuis 1983)
- Bobby Dall – guitare basse, claviers, piano, chœurs (depuis 1983)
- C.C. DeVille – guitare lead, chant (1985–1991, depuis 1996)[28],[29],[30]

### Anciens membres
- Matt Smith – guitare lead, chœurs (1983–1985)
- Richie Kotzen – guitare solo, claviers, piano, mandoline, chœurs (1991–1993)
- Blues Saraceno – guitare lead, clavier, piano, chœurs (1993–1996)[31],[28],[29],[30]

### Membres de tournée
- Mark Konrad – clavier (1990–1991)
- Rick Marty – guitare solo, chœurs (1991)
- Stu Simone – clavier, synthétiseur, programmation, chœurs (1999–2000)
- Tracii Guns – guitare solo, chœurs (2000)
- John Purdell – claviers, chœurs (2002)
- Bobby « Tango » Gibb – batterie, percussions (2009, 2012)
- Fred Coury – batterie, percussions (2009)
- Phil Collen – guitare basse, chœurs (2009)
- Hugh McDonald – guitare basse, chœurs (2009)
- Eric Brittingham – guitare basse, chœurs (2009)
- Will Doughty – claviers, chœurs (depuis 2007)

## Discographie

### Albums studio
- 1986 : Look What the Cat Dragged In
- 1988 : Open Up & Say...Ahh!
- 1990 : Flesh and Blood
- 1993 : Native Tongue
- 2000 : Crack a Smile...and More!
- 2000 : Power to the People (mi-studio mi-live)
- 2002 : Hollyweird
- 2007 : Poison'd!

### Live
- 1991 : Swallow this Live
- 1993 : Seven Days Live
- 2006 : Great Big Hits Live! Bootleg
- 2008 : Live, Raw and Uncut

### Compilations
- 1996 : Greatest hits 1986-1996
- 2000 : Crack a Smile... and More (enregistré en 1996)
- 2006 : The Best of Poison: 20 Years of Rock